# Callirhipidae
Callirhipidae — семейство насекомых из отряда жесткокрылых.

## Описание
Жуки длиной от 9 до 23 мм.

## Распространение
В Северной Америке обитает единственный представитель — Zenoa picea.

## Экология и местообитания
Личинки в гнилой древесине, в особенности в древесине покрытой белой гнилью. Имаго живут очень недолго.